# 蒙陰県
蒙陰県（もういん-けん）は、中華人民共和国山東省臨沂市に位置する県。

## 歴史
前漢では泰山郡の下に置かれた。
新の時代に蒙恩県（もうおんけん）と改称した。
後漢のとき廃止されたが、三国時代に魏が東莞郡の下に蒙陰県を再設置した。

## 行政区画
- 街道:蒙陰街道
- 鎮:常路鎮、岱崮鎮、坦埠鎮、垜荘鎮、高都鎮、野店鎮、桃墟鎮、聯城鎮
- 郷:旧寨郷